# Corel R.A.V.E.
Corel R.A.V.E. ((en) Real Animated Vector Effects) est un logiciel d'animation vectorielle (au fonctionnement similaire à Adobe Flash), développé et commercialisé par Corel. Il apparait avec la suite CorelDraw 10.